# Viktor Rijenkov
Viktor Rijenkov (russisch Ви́ктор Анато́льевич Рыженко́в, Wiktor Anatoljewitsch Ryschenkow engl. Transkription Viktor Ryzhenkov; * 25. August 1966 in Taschkent, UsSSR, Sowjetunion) ist ein ehemaliger usbekischer Leichtathlet, der sich auf den Stabhochsprung spezialisiert hat und für die Sowjetunion an den Start ging. 1991 feierte er mit dem Vizeweltmeistertitel in Sevilla seinen größten sportlichen Erfolg.

## Sportliche Laufbahn
Viktor Rijenkov bestritt nur einen internationalen Wettkampf, als er 1991 bei den Hallenweltmeisterschaften in Sevilla mit übersprungenen 5,80 m für die Sowjetunion die Silbermedaille hinter seinem Landsmann Serhij Bubka gewann. Im selben Jahr stellte er mit 5,91 m seine Bestleistung auf und sprang damit eine der besten Höhen zur damaligen Zeit. Im Jahr darauf beendete er mit dem Zusammenbruch der Sowjetunion seine aktive sportliche Karriere im Alter von 26 Jahren.